# Torlac
El Torlac (tɔ̌rlaːk) és un grup de dialectes eslaus meridionals parlats entre el sud-est de Sèrbia (Prizren), el nord de Macedònia del Nord (dialectes de Kumanovo, Kratovo i Kriva Palanka) i l'oest de Bulgària (Belogradchik–Godech–Tran-Breznik), que és intermedi entre els idiomes serbocroat, búlgar i macedònic.
Segons la llista de llengües en perill de la UNESCO, els dialectes torlac estan classificats com a llengua vulnerable.
Alguns lingüistes els classifiquen com un quart dialecte serbocroat juntament amb els dialectes shtokavià, txakavià i kaikavià. Altres, els classifiquen com a dialectes búlgars occidentals de transició. Els dialectes torlac no estan estandarditzats i varien en diversos trets.
Els seus parlants, sobretot, són ètnicament serbis, búlgars i eslau-macedonis. No obstant això, hi ha també petites comunitats de croats (els kraixovanis) a Romania i eslaus musulmans (els goranis) al sud de Kosovo.

## Territoris on es parla
- Sèrbia
- Bulgària
- Macedònia del Nord
- Kosovo
- Romania